# Bruce Solomon
Bruce Peter Solomon (New York, 12 augustus 1943) is een Amerikaanse acteur.

## Carrière
Solomon is begonnen met acteren in 1973 met de film Children Shouldn't Play with Dead Things. Hierna heeft hij nog meerdere rollen gespeeld in films en televisieseries. Solomon heeft zijn laatste rol gespeeld in 2002, wat hij hierna gedaan heeft is niet bekend.

## Filmografie

### Films
Uitgezonderd korte films.
- 2002 Auto Focus – als Edward H. Feldman
- 2001 Hunger – als mr. Christie
- 1986 Maricela – als Sam Gannett
- 1986 Night of the Creeps – als sergeant Raimi
- 1978 Foul Play – als Scott
- 1973 Children Shouldn't Play with Dead Things – als Winns

### Televisieseries
Uitgezonderd eenmalige gastrollen.
- 1991 Knots Landing – als Tony Gerald – 2 afl.
- 1984 E/R – als Michael Alexander – 5 afl.
- 1977 Lanigan's Rabbi – als rabbijn David Small – 4 afl.
- 1976 – 1977 Mary Hartman, Mary Hartman – als Dennis Foley – 104 afl.